# Glucaan
Een glucaan is een polysacharide van D-glucosemonomeren. Glucanen worden met elkaar verbonden door glycosidische bindingen.

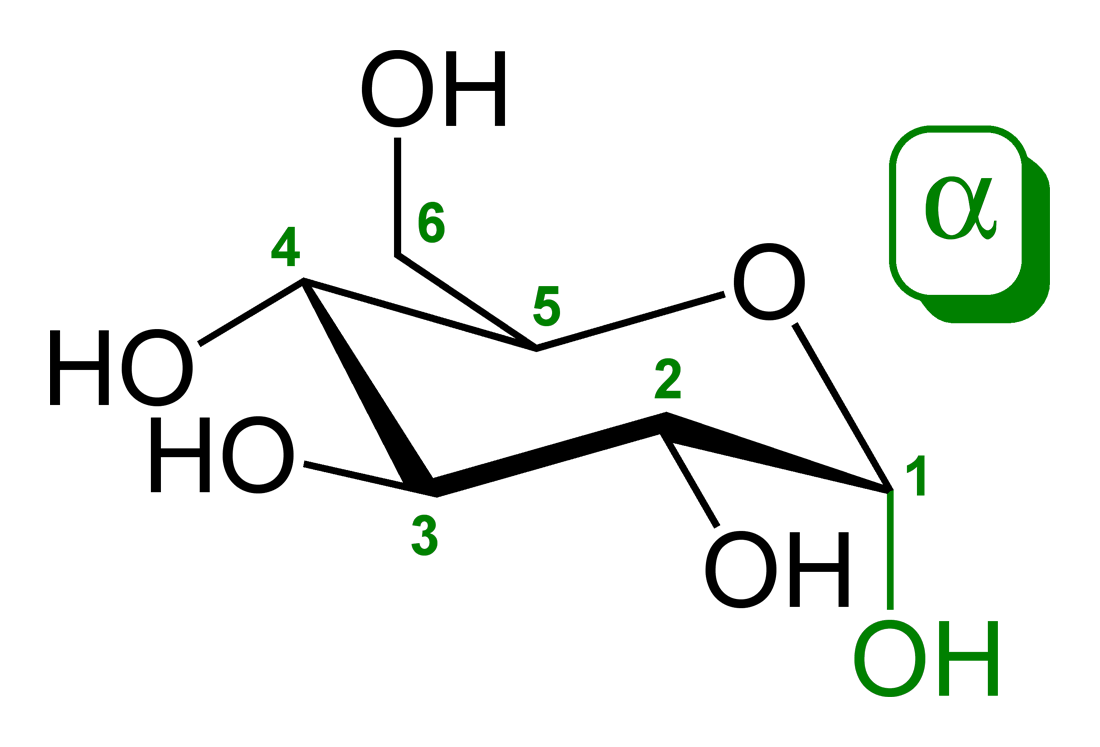
α-D-glucose

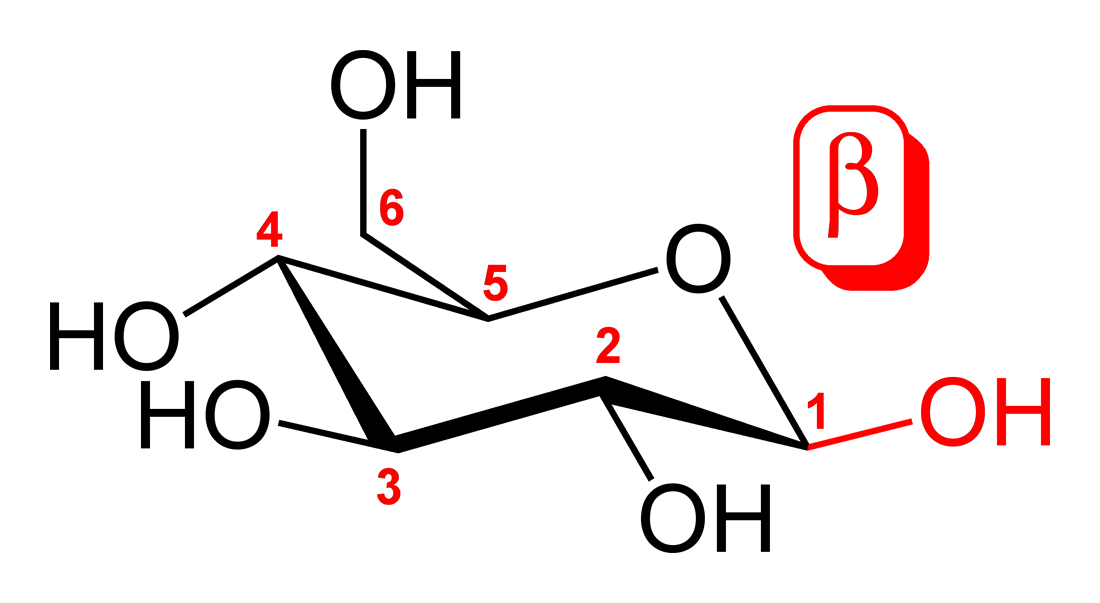
β-D-glucose

De glucanen zijn in te delen in twee categorieën: α-glucanen en β-glucanen. α-Glucanen zijn opgebouwd uit α-D-glucosemonomeren en β-glucanen zijn opgebouwd uit β-D-glucosemonomeren.
Opgelost in water vormen moleculair α-D-glucose en β-D-glucose een evenwicht met elkaar, maar wanneer de monomeren deel uitmaken van een keten is de α- of β-configuratie gefixeerd doordat de 1-positie van de zesring bezet is.

## Alfaglucanen
- pullulan, α-1,4- en α-1,6-glucaan
- amylose, α-1,4-glucaan
- zetmeel, amylopectine, α-1,4- en α-1,6-glucaan
- dextraan, α-1,6-glucaan
- glycogeen, α-1,4- en α-1,6-glucaan

## Bètaglucanen
- cellulose, β-1,4-glucaan
- curdlaan, β-1,3-glucaan
- zymosaan, β-1,3-glucaan
- laminarine, β-1,3- en β-1,6-glucaan
- lentinaan, een gezuiverde bèta-1,6:bèta-1,3-glucaan van Lentinula edodes
- pleuraan, β-1,3- en β-1,6-glucaan geïsoleerd uit Pleurotus ostreatus

Vele bèta-glucanen zijn belangrijke medicinale stoffen.